# Salvirola
Salvirola es una comune italiana de la provincia de Cremona, región de Lombardía, con 1,159 habitantes.

## Evolución demográfica
| Gráfica de evolución demográfica de Salvirola entre 1861 y 2001 |
|                                                                 |
| Fuente ISTAT - elaboración gráfica de Wikipedia                 |